# (19754) Paclements
(19754) Paclements (2000 CG95) – planetoida z pasa głównego asteroid okrążająca Słońce w ciągu 3,36 lat w średniej odległości 2,24 j.a. Odkryta 8 lutego 2000 roku.